# Octopus briareus
Octopus briareus är en bläckfiskart som beskrevs av Robson 1929. Octopus briareus ingår i släktet Octopus och familjen Octopodidae. Inga underarter finns listade i Catalogue of Life.